# Sally Hawkins
Sally Cecilia Hawkins (Londra, 27 aprile 1976) è un'attrice britannica.
Ha debuttato nel 2002 con il film Tutto o niente di Mike Leigh, continuando a collaborare con il medesimo regista ne Il segreto di Vera Drake (2004) e La felicità porta fortuna - Happy Go Lucky (2008). Per quest'ultimo si è aggiudicata un Golden Globe e un Orso d'argento per la migliore attrice al Festival di Berlino. Nel 2013 viene diretta da Woody Allen nel film Blue Jasmine, per il quale ha ricevuto la sua prima candidatura agli Oscar nella sezione miglior attrice non protagonista. Nel 2017 ha ricevuto il plauso della critica per la sua interpretazione di Elisa Esposito nel film La forma dell'acqua - The Shape of Water di Guillermo del Toro, grazie a cui ha ricevuto la seconda candidatura al Premio Oscar nella sezione miglior attrice protagonista.

## Biografia
Figlia di Jacqui e Colin Hawkins, due noti scrittori e illustratori di libri per bambini, è cresciuta a Dulwich, nel sud-est di Londra, dove ha frequentato la James Allen Girls' School. Dopo aver studiato alla Royal Academy of Dramatic Art, inizia la sua carriera lavorando in teatro, apparendo in produzioni shakespeariane come Romeo e Giulietta, Molto rumore per nulla e Sogno di una notte di mezza estate. Nel 1998, ancora studentessa, ottiene un piccolo ruolo in Star Wars: Episodio I - La minaccia fantasma. Nel 2005 lavora nella versione di David Hare dell'opera teatrale di Federico García Lorca La casa di Bernarda Alba.
Grazie ai suoi lavori teatrali viene notata dal regista Mike Leigh che le affida un ruolo nel film Tutto o niente, da quel momento inizia una collaborazione con il regista che la porta a lavorare anche nel successivo film Il segreto di Vera Drake del 2004. Nello stesso anno recita in The Pusher di Matthew Vaughn. La sua carriera continua in televisione, dove lavora nella serie televisiva Little Britain e nella miniserie Fingersmith. Nel 2006 ottiene una parte ne Il velo dipinto, mentre l'anno seguente recita per Woody Allen in Sogni e delitti.
Nel 2008 torna a lavorare per il suo mentore Mike Leigh in La felicità porta fortuna - Happy Go Lucky, per la cui interpretazione vince numerosi premi tra cui l'Orso d'Argento per la migliore attrice e il Golden Globe 2009. Nel 2013 interpreta la parte di Ginger, la sorella della protagonista Cate Blanchett, in Blue Jasmine di Woody Allen, che le fa ottenere la candidatura all'Oscar alla miglior attrice non protagonista, al Golden Globe, al Premio BAFTA. Successivamente interpreta la dottoressa Vivienne Graham nel reboot di Godzilla del 2014. Sempre nello stesso anno ottiene anche la parte di Mary Brown nell'acclamato film fantastico Paddington, diretto da Paul King, e verrà riconfermata anche per il sequel uscito nel 2017, Paddington 2.
Nel 2016 è nel cast di Maudie - Una vita a colori, diretto da Aisling Walsh, che le fa guadagnare un premio come miglior attrice al San Diego Film Critics Society Awards. Nel 2017 viene presentato alla 74ª Mostra internazionale d'arte cinematografica di Venezia il film La forma dell'acqua - The Shape of Water, dove recita nei panni della protagonista Elisa, un'addetta alle pulizie affetta da mutismo, accanto a Michael Shannon ed Octavia Spencer. Riceve per la sua interpretazione la sua seconda candidatura al Premio Oscar come miglior attrice, al Golden Globe nella categoria migliore attrice in un film drammatico e nella categoria migliore attrice agli Screen Actors Guild Award.

## Filmografia

### Cinema
- Mirror, Mirror, regia di Wendy Griffin – cortometraggio (1996)
- Star Wars: Episodio I - La minaccia fantasma, regia di George Lucas (1999) – non accreditata
- Tutto o niente (All or Nothing), regia di Mike Leigh (2002)
- Il segreto di Vera Drake (Vera Drake), regia di Mike Leigh (2004)
- The Pusher (Layer Cake), regia di Matthew Vaughn (2004)
- Hollow China, regia di Matt Platts-Mills – cortometraggio (2006)
- WΔZ, regia di Tom Shankland (2007)
- Sogni e delitti (Cassandra's Dream), regia di Woody Allen (2007)
- La felicità porta fortuna - Happy Go Lucky (Happy-Go-Lucky), regia di Mike Leigh (2008)
- An Education, regia di Lone Scherfig (2009)
- Indovina chi sposa Sally (Happy Ever Afters), regia di Stephen Burke (2009)
- Fiore del deserto (Desert Flower), regia di Sherry Hormann (2009)
- Non lasciarmi (Never Let Me Go), regia di Mark Romanek (2010)
- We Want Sex (Made in Dagenham), regia di Nigel Cole (2010)
- It's a Wonderful Afterlife, regia di Gurinder Chadha (2010)
- Submarine, regia di Richard Ayoade (2010)
- Jane Eyre, regia di Cary Fukunaga (2011)
- Love Birds, regia di Paul Murphy (2011)
- Grandi speranze (Great Expectations), regia di Mike Newell (2012)
- Blue Jasmine, regia di Woody Allen (2013)
- Il sosia - The Double (The Double), regia di Richard Ayoade (2013)
- All Is Bright, regia di Phil Morrison (2013)
- The Phone Call, regia di Mat Kirkby – cortometraggio (2013)
- Godzilla, regia di Gareth Edwards (2014)
- X+Y, regia di Morgan Matthews (2014)
- Paddington, regia di Paul King (2014)
- Maudie - Una vita a colori (Maudie), regia di Aisling Walsh (2016)
- Paddington 2, regia di Paul King (2017)
- La forma dell'acqua - The Shape of Water (The Shape of Water), regia di Guillermo del Toro (2017)
- Godzilla II - King of the Monsters (Godzilla: King of the Monsters), regia di Michael Dougherty (2019)
- Bellezza infinita (Eternal Beauty), regia di Craig Roberts (2019)
- Spencer, regia di Pablo Larraín (2021)
- La leggenda del Green (The Phantom of the Open), regia di Craig Roberts (2021)
- Un bambino chiamato Natale (A Boy Called Christmas), regia di Gil Kenan (2021)
- The Lost King, regia di Stephen Frears (2022)
- Wonka, regia di Paul King (2023)
- Bring Her Back - Torna da me (Bring Her Back), regia di Danny e Michael Philippou (2025)

### Televisione
- Casualty – serie TV, episodio 14x14 (1999)
- Doctors – soap opera, puntata 2x26 (2000)
- Byron, regia di Julian Farino – miniserie TV (2003)
- Promoted to Glory, regia di Richard Spence – film TV (2003)
- The Young Visiters, regia di David Yates – film TV (2003)
- Little Britain – serie TV, episodi 1x01-2x05-3x03 (2003-2005)
- The Bunk Bed Boys, regia di Gareth Carrivick – film TV (2004)
- Tipping the Velvet – miniserie TV, puntate 02-03 (2005)
- Fingersmith – miniserie TV, regia di Aisling Walsh (2005)
- Twenty Thousand Streets Under the Sky – miniserie TV, regia di Simon Curtis (2005)
- Shiny Shiny Bright New Hole in My Heart, regia di Marc Munden – film TV (2006)
- H. G. Wells' War with the World, regia di James Kent – film TV (2006)
- Man to Man with Dean Learner – miniserie TV, puntate 02-05-06 (2006)
- Persuasione (Persuasion), regia di Adrian Shergold – film TV (2007)
- The Everglades, regia di Nick Wood – cortometraggio TV (2007)
- Little Crackers – serie TV, episodi 2x01 (2011)
- La strega Rossella (Room on the Broom), regia di Jan Lachauer e Max Lang – cortometraggio TV (2012) – voce
- How and Why, regia di Charlie Kaufman – film TV (2014)
- The Hollow Crown – serie TV, episodio 2x01 (2014)
- Bastoncino (Stick Man), regia di Jeroen Jaspaert e Daniel Snaddon – cortometraggio TV (2015) – voce
- La chiocciolina e la balena (The Snail and the Whale), regia di Max Lang e Daniel Snaddon – cortometraggio TV (2019) – voce
- Mammals – serie TV, 5 episodi (2022)

## Teatro (parziale)
- Morte accidentale di un anarchico di Dario Fo. Battersea Arts Centre di Londra (1998)
- Romeo e Giulietta di William Shakespeare. York Theatre Royal di York (1998)
- Tra due mondi di Semën An-skij. Battersea Arts Centre di Londra (1999)
- Il giardino dei ciliegi di Anton Čechov. Battersea Arts Centre di Londra (1999)
- Sogno di una notte di mezza estate di William Shakespeare. Regent's Park Open Air Theatre di Londra (2000)
- Molto rumore per nulla di William Shakespeare. Regent's Park Open Air Theatre di Londra (2000)
- La casa di Bernarda Alba di Federico García Lorca. National Theatre di Londra (2005)
- La professione della signora Warren di George Bernard Shaw. American Airlines Theatre di Broadway (2010)
- Constellations di Nick Payne. Royal Court Theatre di Londra (2012)

## Riconoscimenti
- Premio Oscar
  - 2014 – Candidatura per la miglior attrice non protagonista per Blue Jasmine
  - 2018 – Candidatura per la miglior attrice protagonista per La forma dell'acqua - The Shape of Water
- Golden Globe
  - 2009 – Migliore attrice in un film commedia o musicale per La felicità porta fortuna - Happy Go Lucky
  - 2014 – Candidatura per la migliore attrice non protagonista per Blue Jasmine
  - 2018 – Candidatura per la migliore attrice in un film drammatico per La forma dell'acqua – The Shape of Water
- British Academy of Film and Television Arts
  - 2014 – Candidatura per la migliore attrice non protagonista per Blue Jasmine
  - 2018 – Candidatura per la migliore attrice protagonista per La forma dell'acqua – The Shape of Water
- Orso d'argento
  - 2008 – Migliore attrice per La felicità porta fortuna – Happy Go Lucky
- Satellite Award
  - 2008 – Migliore attrice per La felicità porta fortuna – Happy Go Lucky
  - 2010 – Candidatura per la migliore attrice per We Want Sex
  - 2014 – Candidatura per la migliore attrice non protagonista per Blue Jasmine
  - 2018 – Migliore attrice per La forma dell'acqua – The Shape of Water

## Doppiatrici italiane
Nelle versioni in italiano delle opere in cui ha recitato, Sally Hawkins è stata doppiata da:
- Tiziana Avarista in Godzilla, Paddington, Maudie - Una vita a colori, Paddington 2, Godzilla II - King of the Monsters, La leggenda del Green, Un bambino chiamato Natale, Paddington in Perù
- Chiara Colizzi in La felicità porta fortuna - Happy Go Lucky, Spencer, The Lost King, Mammals
- Laura Lenghi in Tutto o niente, Indovina chi sposa Sally, We Want Sex
- Selvaggia Quattrini in Fiore del deserto, Wonka
- Sabrina Duranti in Non lasciarmi, Bring Her Back - Torna da me
- Laura Boccanera in Jane Eyre, Grandi speranze
- Perla Liberatori in Sogni e delitti, Persuasione
- Emanuela D'Amico in Il segreto di Vera Drake
- Rossella Acerbo in The Pusher
- Flaminia Fegarotti in Submarine
- Stella Musy in Blue Jasmine